# Cripta de Lieberkühn

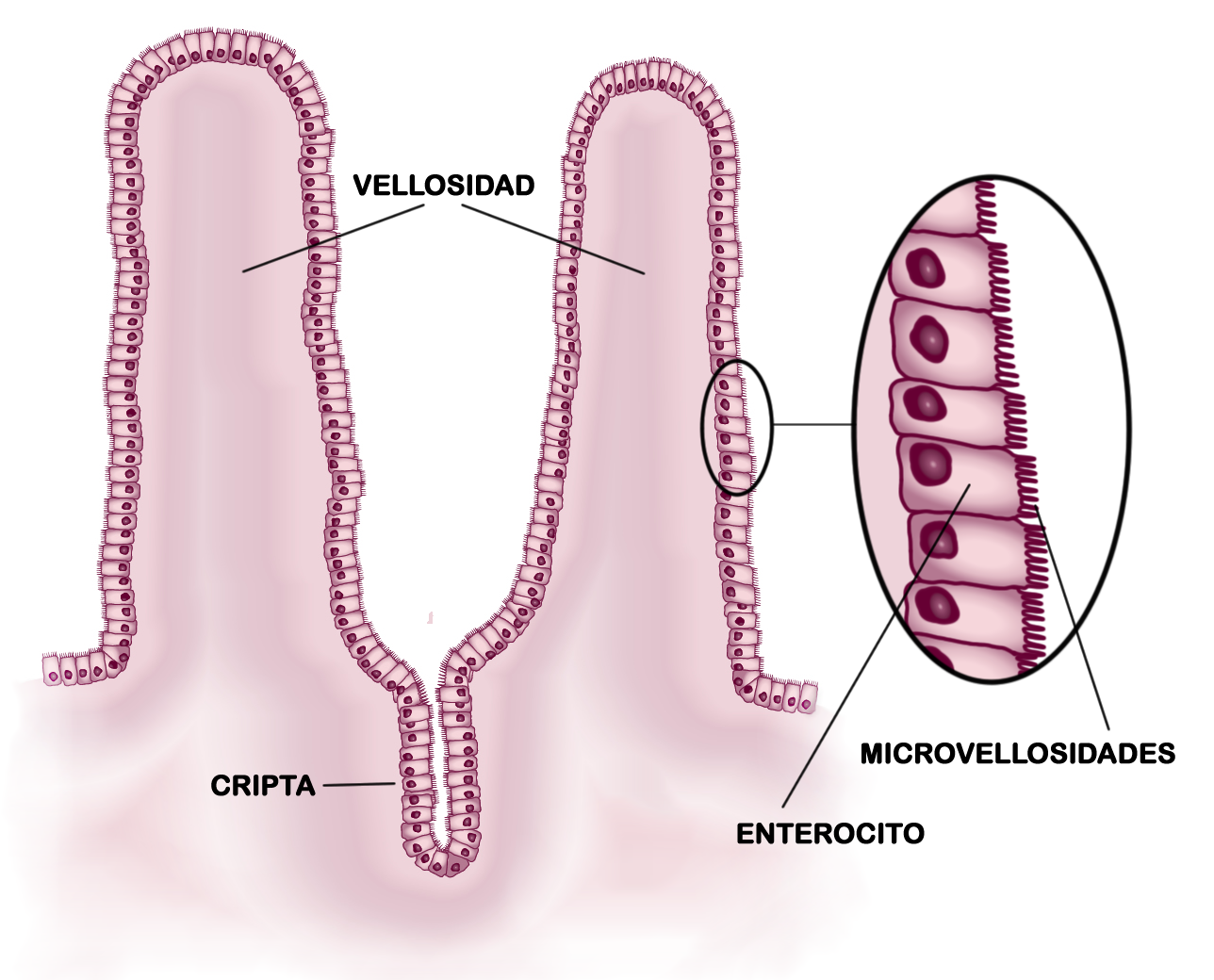
Representación esquemática del epitelio del intestino delgado.

Las criptas de Lieberkühn, también llamadas glándulas de Lieberkühn o criptas intestinales, son unas glándulas tubulares simples que se localizan en la pared del intestino, a nivel de la mucosa. Desembocan en la superficie luminal del intestino, en la base de las vellosidades intestinales. Estas glándulas sintetizan diferentes sustancias con funciones enzimáticas, antimicrobianas y hormonales. Reciben su nombre en honor del médico alemán Johann Nathanael Lieberkühn.

## Células

Esquema en el que se representa la pared del intestino delgado.
1. Enterocitos con microvellosidades.
2. Vellosidad intestinal.
3. Vaso quilífero central.
4. Nervios.
5. Cripta de Lieberkühn.
6-7. Capas musculares.

Las criptas de Lieberkühn cuentan con varios tipos específicos de células con funciones diferentes: 
- Células indiferenciadas, también llamadas células madre, que dan origen a los enterocitos, células caliciformes y células de Paneth.
- Células caliciformes. Liberan mucina por secreción merocrina.
- Células de Paneth. Se encuentran dispersas en el fondo de las criptas, tienen capacidad fagocítica, sintetizan lisozima y otras sustancias con acción bactericida.
- Enterocitos o células de absorción.
- Células enteroendocrinas. Se han descrito numerosos tipos de células endocrinas en las criptas de Lieberkühn. En la porción proximal del intestino delgado predominan las células productoras de colecistoquinina, secretina, polipéptido inhibidor gástrico y motilina, mientras que en el íleon predominan las productoras de enteroglucagón, sustancia P y neurotensina. Las células productoras de serotonina y somatostatina se encuentran por igual en ambas porciones.[4]

## Localización
Se encuentran situadas a lo largo de la totalidad del intestino delgado, incluyendo duodeno, yeyuno e íleon. También existen en el colon, donde reciben el nombre de criptas colónicas. Las criptas de Lieberkühn situadas en el colon se diferencian de las situadas en el intestino delgado en que, el colon posee gran riqueza en células caliciformes secretoras de moco y carecen de células de Paneth. Además la mucosa del colon no tiene vellosidades intestinales que si están presentes en el intestino delgado.